# Birkenkofel
Der Birkenkofel (italienisch Croda dei Baranci) ist ein 2922 m hoher Berg der Haunoldgruppe in den Sextner Dolomiten in Südtirol (Italien). Zusammen mit dem Hochebenkofel (Cima Piatta Alta, 2905 m), dem Mitterebenkofel (2870 m) und dem Unterebenkofel (2581 m) bildet er ein mächtiges, durch Grate verbundenes Massiv. Zwischen Mitterebenkofel und Unterebenkofel liegt auf 2510 m die Eben(kofel)scharte. Das gesamte Gebiet ist im Naturpark Drei Zinnen unter Schutz gestellt.

## Lage
Der Birkenkofel liegt ca. 10 Kilometer Luftlinie südsüdöstlich von Toblach im Pustertal. Im Norden wird er begrenzt durch das Birkental, im Osten durch das Innerfeldtal, im Süden durch Hangenalpltal und Schafalm und im Westen schließlich durch das Höhlensteintal.

## Erstbesteigung
Der Birkenkofel wurde am 17. Juli 1880 von Ludwig Grünwald, geführt von Santo Siorpaes, zuerst bestiegen.

## Stützpunkt und leichteste Touren
Stützpunkt für die Besteigung des Birkenkofels ist die Dreischusterhütte (Rifugio Tre Scarperi, 1626 m s.l.m.). Laut Literatur von dort aus in knapp zwei Stunden auf dem Weg Nr. 10 zunächst südlich, dann nordwestlich auf dem Weg Nr. 8 bis zur Birkenscharte (2540 m). Dann weiter südwestlich über den Nordostgrat in drei Stunden über schrofiges Gelände im Schwierigkeitsgrad UIAA I zum Gipfel.
Einfacher ist der Steig von der Dreischusterhütte zur Lückele-Scharte und dann über den markierten Steig zum Hochebenkofel und dann zum Birkenkofel über ein kurzes gesichertes Kletterstück.